# Gran Premio de Alemania de Motociclismo de 1999

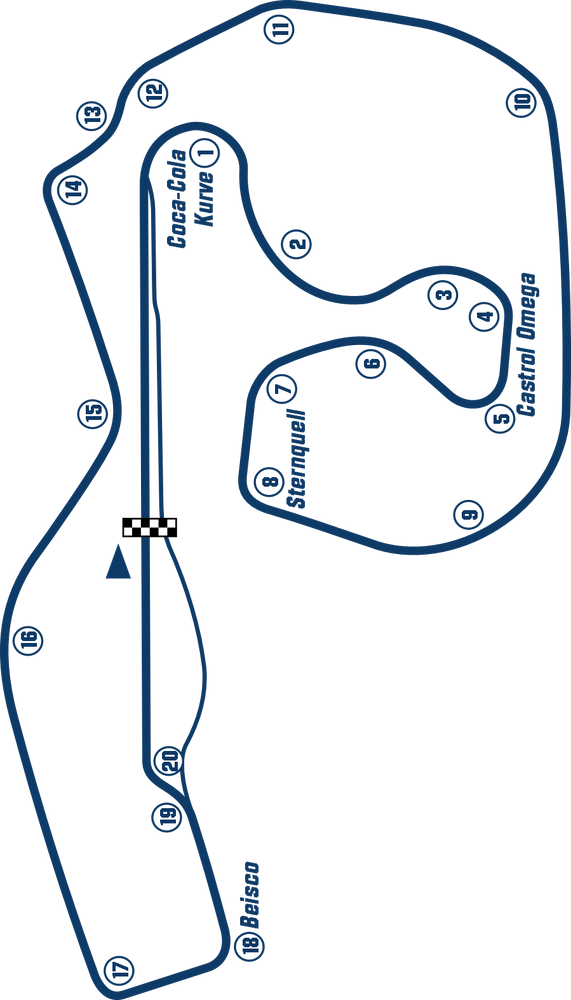
Trazado del Gran Premio De Alemania De Motociclismo de 1999

El Gran Premio de Alemania de Motociclismo de 1999 fue la novena prueba del Campeonato del Mundo de Motociclismo de 1999. Tuvo lugar en el fin de semana del 16 al 18 de julio de 1999 en Sachsenring, situado en Hohenstein-Ernstthal, Sajonia, Alemania. La carrera de 500cc fue ganada por Kenny Roberts Jr, seguido de Àlex Crivillé y Norick Abe. Valentino Rossi ganó la prueba de 250cc, por delante de Loris Capirossi y Ralf Waldmann. La carrera de 125cc fue ganada por Marco Melandri, Emilio Alzamora fue segundo y Lucio Cecchinello tercero.

## Resultados 500cc
| Pos. | N.º | Piloto                   | Constructor | Vueltas | Tiempo/Retirado | Grilla | Puntos |
| ---- | --- | ------------------------ | ----------- | ------- | --------------- | ------ | ------ |
| 1    | 10  | Kenny Roberts Jr         | Suzuki      | 31      | 45:59.732       | 1      | 25     |
| 2    | 3   | Àlex Crivillé            | Honda       | 31      | +0.338          | 10     | 20     |
| 3    | 6   | Norick Abe               | Yamaha      | 31      | +5.669          | 8      | 16     |
| 4    | 4   | Carlos Checa             | Yamaha      | 31      | +5.737          | 4      | 13     |
| 5    | 19  | John Kocinski            | Honda       | 31      | +20.316         | 5      | 11     |
| 6    | 26  | Haruchika Aoki           | TSR-Honda   | 31      | +27.848         | 9      | 10     |
| 7    | 31  | Tetsuya Harada           | Aprilia     | 31      | +31.016         | 7      | 9      |
| 8    | 5   | Alex Barros              | Honda       | 31      | +35.425         | 2      | 8      |
| 9    | 15  | Sete Gibernau            | Honda       | 31      | +35.909         | 14     | 7      |
| 10   | 14  | Juan Bautista Borja      | Honda       | 31      | +37.124         | 18     | 6      |
| 11   | 24  | Garry McCoy              | Yamaha      | 31      | +42.252         | 16     | 5      |
| 12   | 17  | Jurgen van den Goorbergh | MuZ Weber   | 31      | +44.278         | 13     | 4      |
| 13   | 55  | Régis Laconi             | Yamaha      | 31      | +45.020         | 12     | 3      |
| 14   | 22  | Sébastien Gimbert        | Honda       | 31      | +46.454         | 19     | 2      |
| 15   | 52  | David De Gea             | TSR-Honda   | 31      | +1:05.990       | 20     | 1      |
| 16   | 68  | Mark Willis              | Modenas KR3 | 31      | +1:06.346       | 21     |        |
| 17   | 18  | Markus Ober              | Honda       | 31      | +1:28.717       | 22     |        |
| Ret  | 8   | Tadayuki Okada           | Honda       | 14      | Accidente       | 11     |        |
| Ret  | 69  | James Whitham            | Modenas KR3 | 9       | Accidente       | 17     |        |
| Ret  | 21  | Michael Rutter           | Honda       | 4       | Retirado        | 23     |        |
| Ret  | 9   | Nobuatsu Aoki            | Suzuki      | 3       | Accidente       | 15     |        |
| Ret  | 7   | Luca Cadalora            | MuZ Weber   | 1       | Accidente       | 3      |        |
| Ret  | 2   | Max Biaggi               | Yamaha      | 1       | Accidente       | 6      |        |

- Pole Position: Kenny Roberts Jr, 1:27.318
- Vuelta Rápida: Alex Barros, 1:28.072

## Resultados 250cc
| Pos. | N.º | Piloto              | Constructor | Vueltas | Tiempo/Retirado | Grilla | Puntos |
| ---- | --- | ------------------- | ----------- | ------- | --------------- | ------ | ------ |
| 1    | 46  | Valentino Rossi     | Aprilia     | 30      | 44:49.622       | 1      | 25     |
| 2    | 1   | Loris Capirossi     | Honda       | 30      | +0.148          | 3      | 20     |
| 3    | 6   | Ralf Waldmann       | Aprilia     | 30      | +9.030          | 6      | 16     |
| 4    | 56  | Shinya Nakano       | Yamaha      | 30      | +12.295         | 4      | 13     |
| 5    | 7   | Stefano Perugini    | Honda       | 30      | +18.391         | 10     | 11     |
| 6    | 14  | Anthony West        | TSR-Honda   | 30      | +18.553         | 16     | 10     |
| 7    | 12  | Sebastián Porto     | Yamaha      | 30      | +19.201         | 11     | 9      |
| 8    | 19  | Olivier Jacque      | Yamaha      | 30      | +19.637         | 9      | 8      |
| 9    | 66  | Alex Hofmann        | TSR-Honda   | 30      | +22.149         | 12     | 7      |
| 10   | 37  | Luca Boscoscuro     | TSR-Honda   | 30      | +35.995         | 14     | 6      |
| 11   | 23  | Julien Allemand     | TSR-Honda   | 30      | +44.097         | 15     | 5      |
| 12   | 44  | Roberto Rolfo       | Aprilia     | 30      | +45.011         | 19     | 4      |
| 13   | 34  | Marcellino Lucchi   | Aprilia     | 30      | +45.254         | 8      | 3      |
| 14   | 11  | Tomomi Manako       | Yamaha      | 30      | +47.452         | 13     | 2      |
| 15   | 36  | Masaki Tokudome     | TSR-Honda   | 30      | +47.559         | 22     | 1      |
| 16   | 17  | Maurice Bolwerk     | TSR-Honda   | 30      | +1:25.355       | 21     |        |
| 17   | 81  | Mike Baldinger      | TSR-Honda   | 30      | +1:25.473       | 20     |        |
| 18   | 10  | Fonsi Nieto         | Yamaha      | 29      | +1 Vuelta       | 26     |        |
| 19   | 85  | Matthias Neukirchen | Aprilia     | 29      | +1 Vuelta       | 29     |        |
| 20   | 41  | Jarno Janssen       | TSR-Honda   | 29      | +1 Vuelta       | 24     |        |
| 21   | 84  | Dirk Heidolf        | Honda       | 29      | +1 Vuelta       | 28     |        |
| 22   | 22  | Lucas Oliver Bultó  | Yamaha      | 29      | +1 Vuelta       | 23     |        |
| 23   | 83  | Christian Gemmel    | Honda       | 29      | +1 Vuelta       | 30     |        |
| 24   | 58  | Matias Rios         | Aprilia     | 29      | +1 Vuelta       | 27     |        |
| Ret  | 9   | Jeremy McWilliams   | Aprilia     | 12      | Retirado        | 5      |        |
| Ret  | 21  | Franco Battaini     | Aprilia     | 5       | Accidente       | 2      |        |
| Ret  | 82  | Dirk Brockman       | Honda       | 3       | Retirado        | 31     |        |
| Ret  | 15  | David García        | Yamaha      | 3       | Retirado        | 25     |        |
| Ret  | 4   | Tohru Ukawa         | Honda       | 2       | Accidente       | 7      |        |
| Ret  | 24  | Jason Vincent       | Honda       | 1       | Accidente       | 17     |        |
| DSQ  | 16  | Johan Stigefelt     | Yamaha      |         |                 | 18     |        |

- Pole Position: Valentino Rossi, 1:27.913
- Vuelta Rápida: Loris Capirossi, 1:28.662

## Resultados 125cc
| Pos. | N.º | Piloto               | Constructor | Vueltas | Tiempo/Retirado | Grilla | Puntos |
| ---- | --- | -------------------- | ----------- | ------- | --------------- | ------ | ------ |
| 1    | 13  | Marco Melandri       | Honda       | 29      | 44:13.126       | 1      | 25     |
| 2    | 7   | Emilio Alzamora      | Honda       | 29      | +0.182          | 2      | 20     |
| 3    | 5   | Lucio Cecchinello    | Honda       | 29      | +0.720          | 7      | 16     |
| 4    | 15  | Roberto Locatelli    | Aprilia     | 29      | +1.449          | 3      | 13     |
| 5    | 6   | Noboru Ueda          | Honda       | 29      | +19.138         | 11     | 11     |
| 6    | 4   | Masao Azuma          | Honda       | 29      | +19.267         | 9      | 10     |
| 7    | 8   | Gianluigi Scalvini   | Aprilia     | 29      | +21.524         | 4      | 9      |
| 8    | 23  | Gino Borsoi          | Aprilia     | 29      | +23.276         | 12     | 8      |
| 9    | 16  | Simone Sanna         | Honda       | 29      | +23.652         | 14     | 7      |
| 10   | 21  | Arnaud Vincent       | Aprilia     | 29      | +23.897         | 16     | 6      |
| 11   | 54  | Manuel Poggiali      | Aprilia     | 29      | +24.086         | 15     | 5      |
| 12   | 26  | Ivan Goi             | Honda       | 29      | +29.091         | 8      | 4      |
| 13   | 32  | Mirko Giansanti      | Aprilia     | 29      | +30.875         | 17     | 3      |
| 14   | 78  | Klaus Nöhles         | Honda       | 29      | +31.576         | 6      | 2      |
| 15   | 12  | Randy De Puniet      | Aprilia     | 29      | +32.348         | 13     | 1      |
| 16   | 10  | Jerónimo Vidal       | Aprilia     | 29      | +33.643         | 10     |        |
| 17   | 17  | Steve Jenkner        | Aprilia     | 29      | +43.119         | 19     |        |
| 18   | 18  | Reinhard Stolz       | Honda       | 29      | +47.707         | 23     |        |
| 19   | 1   | Kazuto Sakata        | Honda       | 29      | +1:01.204       | 18     |        |
| 20   | 29  | Ángel Nieto Jr       | Honda       | 29      | +1:01.456       | 26     |        |
| 21   | 80  | Maik Stief           | Honda       | 29      | +1:02.028       | 27     |        |
| 22   | 76  | Phillipp Hafeneger   | Honda       | 29      | +1:02.220       | 30     |        |
| 23   | 79  | Dirk Reissmann       | Aprilia     | 29      | +1:09.100       | 29     |        |
| Ret  | 77  | Jarno Müller         | Honda       | 24      | Accidente       | 24     |        |
| Ret  | 20  | Bernhard Absmeier    | Aprilia     | 21      | Accidente       | 20     |        |
| Ret  | 41  | Youichi Ui           | Derbi       | 20      | Retirado        | 5      |        |
| Ret  | 44  | Alessandro Brannetti | Aprilia     | 6       | Accidente       | 28     |        |
| Ret  | 11  | Max Sabbatani        | Honda       | 6       | Accidente       | 22     |        |
| Ret  | 22  | Pablo Nieto          | Derbi       | 0       | Accidente       | 25     |        |
| DNS  | 9   | Frédéric Petit       | Aprilia     |         |                 | 21     |        |

- Pole Position: Marco Melandri, 1:30.280
- Vuelta Rápida: Emilio Alzamora, 1:30.159